# Erethistidae
Erethistidae – rodzina słodkowodnych ryb sumokształtnych (Siluriformes), wyodrębniona z rodziny Sisoridae. Obejmuje 45 gatunków, przez niektórych taksonomów nadal zaliczanych do Sisoridae.

## Zasięg występowania
Azja Południowa.

## Klasyfikacja
Rodzaje zaliczane do tej rodziny:
- Ayarnangra
- Caelatoglanis
- Conta
- Erethistes
- Erethistoides
- Hara
- Nangra
- Pseudolaguvia

Rodzajem typowym jest Erethistes.